# Zdobycie Konstantynopola (1204)
Zdobycie Konstantynopola – szturm krzyżowców IV krucjaty na stolicę Cesarstwa Bizantyjskiego 12–13 kwietnia 1204 roku.
Po pierwszym zdobyciu przez krzyżowców Konstantynopola w negocjacjach z przywódcami krucjaty 18 lipca 1203 uwolniony z więzienia Izaak II Angelos zgodził się na koronację swego syna Aleksego Angelosa na współcesarza, czego dopełniono 1 sierpnia 1203. Pozostawała jeszcze kwestia wypłacenia krzyżowcom przez Aleksego obiecanych im kwot. Nowy cesarz zastał pusty skarb i praktycznie żadnych widoków jego zapełnienia w krótkim czasie, zaś krzyżowcy żądali zapłaty natychmiast. Ostatecznie Aleksy zapowiedział krzyżowcom i Wenecjanom, że zapłaci im dopiero w marcu 1204 oraz zaproponował, by do tego czasu pozostali w okolicach miasta. Mimo kolejnej fali wrzenia w szeregach krzyżowców na naradzie latem 1203 propozycja Aleksego została przyjęta. Latem i jesienią 1203 krzyżowcy pomagali Aleksemu w opanowaniu okolic Konstantynopola. 
Jednak cesarz nadal nie dotrzymywał swoich zobowiązań finansowych. Krzyżowcy, Wenecjanie i Grecy coraz bardziej tracili do siebie zaufanie, do czego przyczyniały się starcia między łacinnikami a mieszkańcami miasta oraz piractwo Wenecjan na Morzu Marmara. W listopadzie 1203 cierpliwość krzyżowców się wyczerpała. Po kolejnej burzliwej naradzie przedstawiono cesarzowi ultimatum, żądając natychmiastowej zapłaty i grożąc rabunkiem miasta. Przyparty do muru Aleksy IV odmówił. 

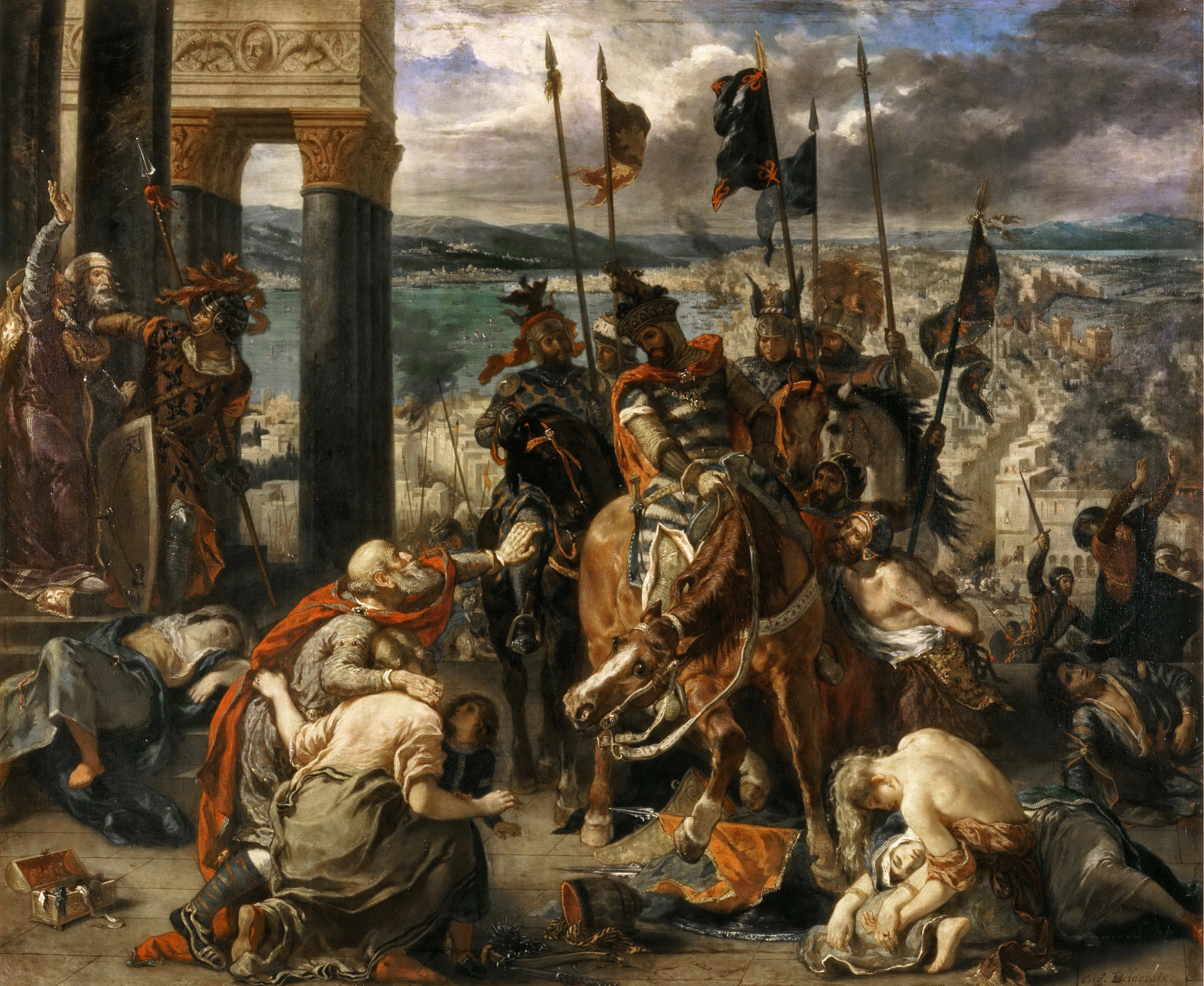
Wejście krzyżowców do Konstantynopola, obraz Eugène Delacroix, 1840

Z początkiem grudnia 1203 zaczęły się drobne starcia zbrojne. Grecy wypadami z miasta nękali krzyżowców, którzy ze swojej strony gotowali się do szturmu. Dwukrotnie Grecy próbowali podpalić flotę wenecką. Sytuacja przedstawiała się raczej beznadziejnie dla krzyżowców, ponieważ ich zapasy topniały w oczach, a liczebność wojska nieubłaganie się zmniejszała. 
Z pomocą przyszli im jednak sami Bizantyjczycy. Zbierając srebro i złoto na zapłatę dla krzyżowców Aleksy IV utracił resztki poparcia wśród ludu i arystokracji Konstantynopola, które już wcześniej zraził do siebie prołacińską postawą. Wyłoniła się przeciw niemu opozycja pod wodzą Aleksego Dukasa zwanego Murzuflos, szambelana dworu cesarskiego, który 7 stycznia 1204 zjawił się w Konstantynopolu, by pomóc w walce przeciw łacinnikom. Murzuflos przystąpił do zdecydowanych działań. 25 stycznia 1204 uwięził Aleksego IV Angelosa, 26 stycznia ogłosił się cesarzem, 2 lutego zgładził innego pretendenta do tronu – patrycjusza Mikołaja Kanabosa (okrzykniętego cesarzem przez lud 27 stycznia), wreszcie 8 lutego zamordował Aleksego IV Angelosa. Po naturalnej śmierci Izaaka II Angelosa (5 lutego) pozostał jedynym pretendentem do tronu i zdobył poparcie gwardii wareskiej - najważniejszej bizantyjskiej siły militarnej. 
Aleksy Dukas V Murzuflos konsekwentnie odmówił żądaniom krzyżowców, wobec czego na początku lutego 1204 walki rozgorzały na nowo. Poza motywem pieniężnym po stronie krzyżowców zagrał motyw ambicjonalny – łacinnicy poczuli się oszukani. Szeregowemu rycerstwu wojnę z Bizancjum przedstawiono jako wojnę przeciwko królobójcy Murzuflosowi. Wojsko krzyżowe było nieliczne, ale dobrze wyćwiczone po dwóch latach walk i pewne swoich racji. 10 marca 1204 rozpoczęto przygotowania do szturmu. Ze swojej strony Bizantyjczycy przygotowywali się do obrony ściągając wojsko z prowincji i naprawiając mury, jednak brak im było ducha walki. 
Pierwszy szturm nastąpił w piątek 9 kwietnia 1204 i po całodziennej walce skończył się niepowodzeniem. Następny szturm krzyżowcy przypuścili 12 kwietnia. W jego wyniku, po przełamaniu obrony na murach, hufiec Hugona z Saint-Pol wdarł się do miasta i zmusił Murzuflosa do ucieczki. Obrona się załamała i krzyżowcy wdarli się do miasta. Nastąpiła rzeź mieszkańców, która trwała do zmroku. Wieczorem większość krzyżowców wycofała się poza miasto. Nocą Aleksy Murzuflos uciekł z miasta, uciekli również pozostali pretendenci do tronu z rodzin Dukasów, Laskarysów i Angelosów. Rano gwardia wareska złożyła hołd Bonifacemu z Montferrat, uważając go za zdobywcę tronu. Od 14 do 16 kwietnia 1204 trwało plądrowanie miasta, z którego zrabowano niesłychane ilości złota i srebra – przy okazji niszcząc je bezprzykładnie. Samo plądrowanie miasta przez zdobywców było podówczas rzeczą normalną, dozwoloną prawem wojennym, lecz jego skala wykraczała poza spotykane przykłady. 
Zdobycie Konstantynopola dało początek Cesarstwu Łacińskiemu (1204-1261).